# 現代都市
現代都市（げんだいとし）（英語：current city）とは、
1. 現在つまり現時点で存在する都市、例えば古代都市であっても人の営みがあり廃墟・遺跡化していないこと
2. 年代区分として現代に括られる時間帯・時間軸において造られた経緯のある都市

本項では後者について記述する。

## 概要
現代都市は近代都市に対し、時間の流れ上その後継となる都市を指す。近代都市の定義には複数あるが、現代という言葉の解釈から現代都市は概ね1945年の第二次世界大戦後に造られた都市が対象となる。これは高層ビルなどの現代建築が多く存在する都市という意味にも置き換えられ、戦後に登場した新素材や技術（設計・機械工学）、意匠・デザインを多く用いた都市ともとれる。さらに21世紀になってから整備された都市という視点に加え、スマートグリッドのようなITやIoTなどのインターネットインフラを中核に据えたスマートシティなどは現代都市の象徴といえる。また、創造産業のような新産業を基軸とする創造都市も現代都市に含まれる。理論の一つとしては、近代都市を批判し、理想的な都市を模索したル・コルビュジエの「輝く都市」が現代都市の先駆けといえる。
一方で現代都市は素材の性質や実利一辺倒の都市計画から無機質に、また前衛・斬新な外観から奇抜・陳腐なものに陥りやすい。そのためハードとソフトの融合（Orgware）を促し、現代思想の人間中心主義・ヒューマニズムに基づき人間生態系と都市生態系とが両立する環境に配慮したエコシティのような形態も現代都市の要素となる。
ただし、現代都市は無の状態から新たに造られた都市より、近代都市あるいはさらに古い歴史がある街の一部が再開発され構築された結果、現代都市と呼ばれるようになったものの方が多く、首都の大半は近代化と国際化により古い都市が現代都市へと変貌を遂げている。そのため歴史的景観に対する景観破壊がしばしば俎上にのる。
| 無の状態から形成された現代都市の例 |
| --- |
| ブラジリア（ブラジルの首都／世界遺産），マスダール・シティ（アラブ首長国連邦／スマートシティ、エコシティ），アカデムゴロドク（ロシア／学術都市），ネピドー（ミャンマーの首都），果川市（韓国の行政都市） |
| 前近代・近代都市から発展した現代都市の例 |
| 東京（日本／江戸から発展），京都（日本／平安京以来の千年の都が現代化、世界遺産），テルアビブ（イスラエル／旧約聖書時代からの都市がテルアビブのホワイトシティ運動により現代化、世界遺産），イスタンブール（トルコ、コンスタンチノープルから発展），ニューデリー（インド、オールドデリーに隣接して展開），ニューヨーク（アメリカの経済の中枢として発展），メキシコシティ（メキシコ、アステカの都テノチティトランの上に建都），ローマ（イタリア、古代ローマから連綿と続く） |

なお、マルティン・ハイデッガーの『存在と時間』における「時の流れの概念・観念」によれば、近代都市・近代建築を造った当時の人々からするとその時が現代であり、現時点の我々は未来の存在になり、百年後に現時点の我々は近代に編入され、SFで描かれる近未来都市が実現すればそれがその時代の現代都市になる。現代都市・現代建築という名称は暫定的なものと捉えられる。

## 全文参照引用
- 『新建築』2011年10月号「現代都市のための９か条」
- 『建築雑誌』2015年5月号「現代都市の文脈としての都市計画遺産」